# Équipe de Thaïlande de rugby à XV
L'équipe de Thaïlande de rugby à XV rassemble les meilleurs joueurs de rugby à XV de Thaïlande. Elle ne s'est pas encore qualifiée pour disputer une Coupe du monde mais elle a participé à des tournois qualificatifs.

## Histoire
La Thaïlande a fait ses débuts internationaux contre le Japon en 1970.
La Thaïlande a tenté de se qualifier pour la Coupe du monde de rugby à XV 1999 au Pays de Galles. Elle participe au tournoi asiatique qualificatif.
Elle gagne un match, en perd un autre et arrête là son parcours.
Pour la Coupe du monde de rugby à XV 2003 en Australie, la Thaïlande termine troisième du premier tour, poule B et arrête là son parcours.
En 2005 la Thaïlande prend part au tournoi de l'Asie qualificatif pour la Coupe du monde de rugby à XV 2007 en France. En perdant deux fois contre le Sri Lanka et Singapour, le parcours s'arrête là.
L'équipe de Thaïlande est à la 78e place mondiale au classement World Rugby du 1er août 2022.

## Palmarès
- Coupe du monde
  - 1987 : pas invité
  - 1991 : pas concouru
  - 1995 : pas concouru
  - 1999 : pas qualifié
  - 2003 : pas qualifié
  - 2007 : pas qualifié
  - 2011 : pas qualifié
  - 2015 : pas qualifié
  - 2019 : pas qualifié
  - 2023 : pas qualifié